# Parque Paul Chastellain
El parque Paul Chastellain (en francés: Parc Paul Chastellain), es un parque público, arboreto, y jardín botánico de 2 hectáreas de extensión, de propiedad y administración pública, que se encuentra en Tarbes, Francia.

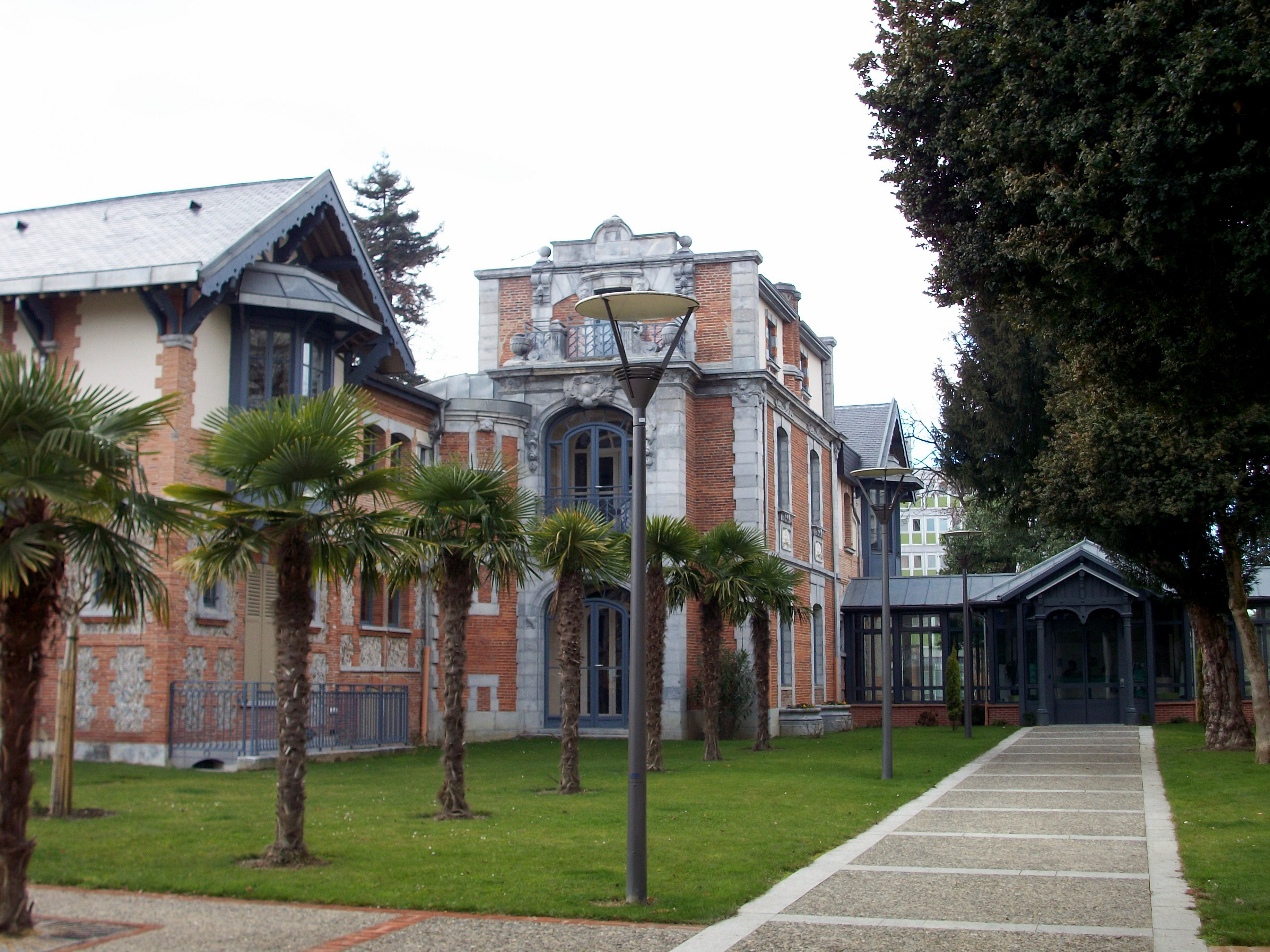
Villa Fould, es la sede administrativa del « Parc National des Pyrénées ».

## Localización
Tarbes es una comuna y población de Francia, en la región de Mediodía-Pirineos, departamento de Altos Pirineos, en el distrito de Tarbes y capital de la provincia histórica de Bigorra.
Parc Paul Chastellain Rue du 4 Septembre, 65000 Tarbes, Département de Hautes-Pyrénées, Midi-Pyrénées, France-Francia.
Planos y vistas satelitales, 43°14′17″N 0°04′34″E / 43.23806, 0.07611
Está abierto al público todo el año.

## Historia
La antigua propiedad de la familia Fould, amueblada en la década de 1840, fue comprada por la ciudad de Tarbes, en 1978. 
Este parque lleva el nombre del alcalde que inició el proyecto, Paul Chastellain, tiene una superficie de 2,3 hectáreas y combina árboles viejos y nuevas plantaciones. 
Fue renovado y modernizado entre 1981 y 1982. 
Hasta la fecha, es un hermoso espacio popular entre los usuarios. 
En este parque, nos encontramos la villa Fould, con restos históricos e imperiales, construido por Achille Fould, Ministro de Estado de Napoleón III.
Esta villa renovada y ampliada acoge desde el año 2008, la sede administrativa y salas de exposición del « Parc National des Pyrénées » (Parque Nacional de los Pirineos).

## Colecciones vegetales
Parque paisajista « à l'anglaise » en el que enormes ejemplares de árboles forman sombreados paseos, lago, invernadero, junto con numerosas flores de temporada.
Parque ajardinado creado a mediados del siglo XIX junto a la villa Fould, incluye un lago alimentado por cascadas y grandes jardines que producen hermosas perspectivas sobre la villa.
Un invernadero adosado a la fachada de un edificio anexo. 
Hay un hermoso camino en forma de herradura, arbolado y planos de agua que comunica los antiguos establos con la villa al sur del parque. Muchos árboles viejos y glicinas. 
Un parque infantil se fue construido en el borde del lago en 1981.
Entre los árboles son de destacar, Cedrus libani, Cedrus atlantica, Sequoia sempervirens, tilos, fresnos, diversas especies de Quercus, entre los árboles de alineamiento el Platanus occidentalis.